# Lillian Pierce
Pour les articles homonymes, voir Pierce.
Lillian Beatrix Pierce, née en 1980, est une mathématicienne américaine dont la recherche relie la théorie des nombres à l'analyse harmonique. Elle a remporté le prix Sadosky 2018. Elle est professeure associée de mathématiques à l'université Duke et boursière von Neumann à l'Institute for Advanced Study.  

## Formation et carrière
Pierce est instruite à domicile à Fallbrook, en Californie,,. Elle est violoniste depuis l'âge de quatre ans,. 
Elle commence ses études à l'université de Princeton avec une spécialisation en mathématiques, puis elle privilégie les mathématiques pures,,. Elle est stagiaire à la National Security Agency, puis valedictorian de Princeton en 2002, c'est-à-dire major de sa promotion, et elle bénéficie d'une bourse Rhodes, comme son frère Niles Pierce (en) auparavant.  
Elle obtient une maîtrise à l'université d'Oxford en 2004,, puis prépare son doctorat à Princeton. Elle soutient en 2009 une thèse intitulée Discrete Analogues in Harmonic Analysis, sous la direction Stein,. Après des études postdoctorales avec Roger Heath-Brown à Oxford et au Centre Hausdorff pour les mathématiques de Bonn, elle est nommée professeure associée à l'université Duke en 2014,. Elle est également boursière von Neumann à l'Institute for Advanced Study. Elle est mariée au neuroscientifique Tobias Overath, universitaire à Duke.

## Activités de recherche
Les recherches de Lillian Pierce relient la théorie des nombres à l'analyse harmonique. Elle a été l'une des premiers mathématiciens à prouver des limites supérieures non triviales sur le nombre d' éléments d'ordre fini dans un groupe des classes d'idéaux.

## Prix et distinctions
En 2018, elle obtient le prix Sadosky de l'Association for Women in Mathematics pour ses recherches qui « couvrent et connectent un large éventail de problèmes allant des sommes de caractères dans la théorie des nombres aux opérateurs intégraux singuliers dans les espaces euclidiens », notamment « un théorème polynomial de Carleson pour les variétés ». Elle a reçu le Presidential Early Career Award for Scientists and Engineers 2019 pour les scientifiques et les ingénieurs.